# Lundalmskronmal
Lundalmskronmal Bucculatrix ulmifoliae) är en fjärilsart som beskrevs av Erich Martin Hering 1931. Lundalmskronmal ingår i släktet Bucculatrix och familjen kronmalar. Arten är reproducerande i Sverige. Inga underarter finns listade i Catalogue of Life.